# Andy Freire
Andrés "Andy" Freire (Buenos Aires, 14 de enero de 1972) es un economista, político y emprendedor argentino. Se desempeña como director para el Cono Sur del fondo de inversión SoftBank.

## Biografía

### Trayectoria profesional
Egresó como economista de la Universidad de San Andrés.
Dueño de Officenet, Algunos años después cofundó la consultora Axialent, se denunció que durante su paso por el ministerio las licitaciones contenían elementos que la tornan sospechosa de favorecer claramente a la empresa de Freyre por lo que la Unión de Proveedores del Estado impulso una denuncia por presuntos sobreprecios.

### Trayectoria política
El 10 de diciembre de 2015 fue nombrado Ministro de Modernización, Innovación y Tecnología y en simultáneo Presidente del Ente de Turismo de la Ciudad de Buenos Aires por Horacio Rodríguez Larreta. En 2017 una investigación periodística destacó que Andy Freire, era la llave para que Staples (que le compró su empresa Officenet) gane licitaciones porteñas por artículos de librería sin enfrentar competencia desde hace dos años. Los requisitos de los pliegos fueron denunciados como sumamente arbitrarios, que ninguna PyME nacional puede competir aunque tenga mejores precios. Por eso la Unión Argentina de Proveedores del Estado denunció la licitación de 2017. Staples/Officenet obtuvo todas las licitaciones del Gobierno de la Ciudad desde hace 8 años para la compra de artículos de librería. Hasta 2017 la empresa embolsó más de 118 millones de pesos gracias al gobierno porteño.la empresa estadounidense ya lleva embolsados más de 120 millones de pesos en licitaciones de la provincia y Capital Federal, ambas gobernadas por Cambiemos. Tambi{en se denunciaron sobreprecios y denuncias contra Andy Freire luego de que el gobierno gastará 9 millones en abrochadoras y biromes. En 2018 dado el desproporcionado monto a gastar en artículos de librería, muy por encima de los requisitos de trabajo de las oficinas de la dependencia mencionada, las sospechas de la maniobra recayeron en el primer candidato a legislador porteño por Cambiemos, Andy Freire. La Unión Argentina de Proveedores del Estado decidió llevar adelante una denuncia en consecuencia.Días antes de dejar su puesto en la cartera de Modernización, el flamante legislador oficialista contrató por un millón de pesos a una fundación, en la cual figura como integrante del Consejo Fundador. Además se presentaron denuncias por sobreprecios contra Andy Freire tras filtrarse que el gobierno porteño gastó 9 millones en abrochadoras y biromes comprados por el ministerio a su propia empresacargo al que renuncia para asumir como legislador de la Ciudad de Buenos Aires en diciembre de 2017.
El 19 de junio de 2018 renuncia a la bancada en la Legislatura Porteña.Denuncian que el ahora legislador porteño pago un millón de pesos de dinero público a la "fundación" Endeavor, que presidío, para un encuentro de emprendedores. A raíz de dicho contrato la legisladora Julieta Costa Díaz afirmó "El último acto de gobierno de Andy Freire como ministro de Modernización fue darle un millón de pesos a su propia fundación, Freyre le regaló a viejos amigos un millón de pesos por una conferencia de cuatro horas para generar emprendedurismo. Lo que hay que generar es trabajo genuino y no negociados”.Cómo ministro había lanzado un programa que otorgaba a emprendedores 150 mil pesos pero nunca consiguió las autorizaciones para pagarlos y los participantes del programa lo denunciaron ante la justicia.y conocido por sus propuestas como alquilar el jardín, la parrilla, el auto y el sillón como medida para combatir la crisis económica del año 2017/2018

Actualmente se encuentra alejado de la política.

### Vida personal
Andy Freire se crio en el barrio de Núñez, en la Ciudad de Buenos Aires. Está casado y tiene cuatro hijos.

## Premios
- "Emprendedor Latinoamericano del Año" en 2001 por la Fundación Endeavor.[16]

## Libros
- Pasión por emprender.[2]
- 50 bastones para emprendedores,[17][18][19][20]
- El 5% de tu tiempo para cambiar el 100% de la vida de alguien que lo necesita, junto con Julián Weich.[21]
- ¡Libre!, El camino emprendedor como filosofía de vida.[22]
- Argentina Emprendedora.[23]